# Docusat de sodiu
Docusatul de sodiu (anionul fiind denumit și bis(2-etilhexil)-sulfosuccinat sau dioctil-sulfosuccinat,DOSS) este un medicament laxativ utilizat în tratamentul constipației. Căile de administrare disponibile sunt orală și rectală. Se află pe lista medicamentelor esențiale ale Organizației Mondiale a Sănătății.
Docusații mai sunt utilizați și ca aditivi alimentari, mai exact ca agenți emulgatori, dispersanți și umectanți.